# Hebraica Veritas

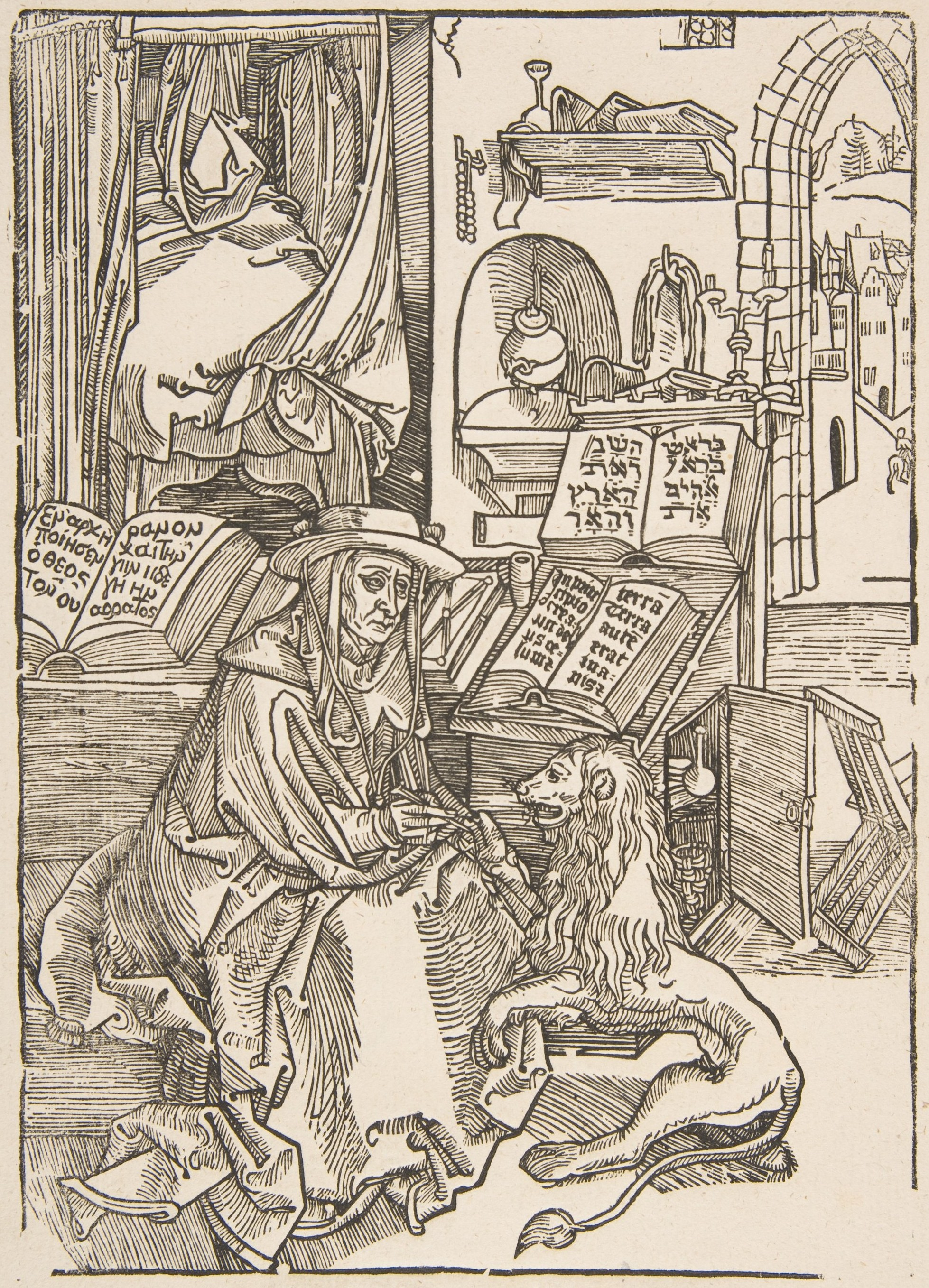
Hieronymus beim Übersetzen. Er arbeitet mit dem hebräischen Text, die griechische Version hat er zur Seite gelegt (Albrecht Dürer: Hieronymus, 1492, Metropolitan Museum of Art)

Hebraica Veritas („Hebräische Wahrheit“) ist ein vom Bibelübersetzer Hieronymus († 420) geprägter theologischer Begriff. Er bringt eine besondere Hochschätzung für die hebräischen Texte des Alten Testaments zum Ausdruck, sowie für Übersetzungen, die aus dem Hebräischen erstellt wurden.

## Spätantike
Bei seiner Überarbeitung der lateinischen Bibel (Vetus Latina), die von der griechischen Übersetzung, der Septuaginta, abhängig war, wurde Hieronymus auf Unterschiede zwischen dem griechischen und dem hebräischen Text des Alten Testaments aufmerksam. Dass hinter der Septuaginta eine andere hebräische Texttradition stehen könnte, zog Hieronymus nicht in Betracht. Im hebräischen Text sei das Wort Gottes vollkommen bewahrt; wich der griechische Text ab, sei er offensichtlich korrumpiert. In diesem Sinn bezeichnete Hieronymus den hebräischen Bibeltext als Hebraica Veritas. Erstmals verwendete er diesen Begriff im Brief an Pammachius (Nr. 57 seiner Briefsammlung, um 395/396).
Hieronymus war ein Schüler des Grammatikers Aelius Donatus, der seine philologischen Grundsätze prägte. Ein Wendepunkt war Hieronymus’ Übersiedlung nach Bethlehem. Er nahm dort Hebräischunterricht bei dem jüdischen Lehrer Bar Chanina. Dadurch verbesserten sich seine Hebräischkenntnisse; wie gut diese allerdings waren, ist umstritten. Pierre Nautin formulierte pointiert, dass Hieronymus diese Sprache „praktisch kaum kannte“ und daher vollständig von griechisch schreibenden christlichen Gelehrten abhängig gewesen sei, die diese Sprachkompetenz besaßen: Origenes, Eusebius von Caesarea und vielleicht Acacius von Caesarea. „Wenn immer er … Anmerkungen zur hebräischen Sprache macht, verdankt er die jeweilige Information seinen Quellen …; sobald er sich jedoch von den Quellen entfernt, ist alles reine Erfindung.“ Stefan Rebenich nimmt dagegen an, dass Hieronymus eine gewisse Kenntnis des Hebräischen und Aramäischen hatte, wenn auch vielleicht nur elementar. Der Umfang der Hilfestellung, die er durch jüdische Gelehrte bekam, sei nicht abschätzbar, mithin auch nicht die eigene Sprachkompetenz des Hieronymus. Ähnlich Görge T. Hasselhoff, der von vier jüdischen Gelehrten ausgeht, die Hieronymus – gegen Honorar – berieten, davon sei zwar nur Bar Chanina namentlich bekannt, aber je ein Lehrer kam aus Tiberias und aus Lydda, bekannten Zentren des rabbinischen Judentums.
Hieronymus zweifelte zunehmend an der Inspiration der Septuaginta, wie sie z. B. im Aristeasbrief legendarisch erzählt wurde. Das Werk der Alexandriner Übersetzer sei nicht Prophetie, sondern einfach gelehrte Textarbeit. Da sie vor Christi Geburt tätig waren und von seiner Auferstehung nichts wussten, konnten sie nach Meinung des Hieronymus den vollen Sinn des hebräischen Textes auch gar nicht erfassen.
Wie Hieronymus meinte, hatten die Autoren des Neuen Testaments aus dem hebräischen Text des Alten Testaments zitiert und damit diesen Text quasi approbiert. Die Faktenbasis für diese These war freilich schmal; Hieronymus nannte dafür immer dieselben, wenigen Verse aus dem Neuen Testament und wäre eigentlich leicht zu widerlegen gewesen, da die neutestamentlichen Autoren oft und eindeutig mit der Septuaginta argumentierten. Umso erstaunlicher, dass dies keinem Diskussionspartner des Hieronymus auffiel. In seinem Vorwort auf die Übersetzung des Buchs der Chronik formulierte er den Gedanken, dass Hebräisch für das Verständnis des Neuen Testaments nützlich sei, aus heutiger Sicht zutreffender so: „Also muss man zu den Hebräern zurückkehren, woher auch der Herr seine Worte nimmt und die Jünger Beispiele entnehmen.“ Mit dieser These war Hieronymus seiner Zeit weit voraus. Den hebräischen bzw. aramäischen Hintergrund der Worte Jesu haben im 20. Jahrhundert beispielsweise Gustaf Dalman und Joachim Jeremias untersucht.
Da die zeitgenössischen Juden an der Septuaginta-Übersetzung nicht mehr interessiert waren, glaubte Hieronymus außerdem, mit dem Rückgriff auf den hebräischen Text (also der Hebraica Veritas) ein Instrument zu besitzen, um Juden zu widerlegen und sie zum Christentum zu bekehren.

## Mittelalter
Im Frühmittelalter, zum Beispiel bei Beda Venerabilis, wurde Hebraica Veritas zur Bezeichnung für die lateinische Bibelübersetzung des Hieronymus, weil sie eine Übersetzung aus dem Hebräischen darstellte, im Gegensatz zu anderen Versionen des Alten Testaments in lateinischer Sprache, die auf die Septuaginta zurückgingen. Es war aber nicht einfach, den Traditionsstrom der Vetus Latina und der Vulgata sauber zu trennen. In den Skriptorien des Frühmittelalters wurde Hieronymus’ Übersetzung durch die Vetus Latina kontaminiert. Nachdem man darauf aufmerksam geworden war, machten sich christliche Gelehrte daran, den Text der Vulgata durchzukorrigieren. Dazu suchten sie oft die Hilfe jüdischer Gelehrter, so z. B. Theodulf von Orléans († 821), der mit einem jüdischen Konvertiten zusammenarbeitete, den er Hebreus nannte. Dieser Hebreus fertigte auch eigene Bibelkommentare an.
Zu den mittelalterlichen Gelehrten, die für die Textarbeit am Alten Testament auf das Hebräische zurückgriffen, gehörten im 12. Jahrhundert Andreas von St. Viktor, Nikolaus von Maniacoria, Herbert von Bosham und im 13./14. Jahrhundert Roger Bacon, Raymond Martin und Nikolaus von Lyra.

## Reformationszeit
Im 16. Jahrhundert wurde die Wortprägung des Hieronymus im Sinn der humanistischen Forderung: Ad fontes! („Zu den Quellen!“) interpretiert.
Die Reformatoren nutzten den Begriff Hebraica Veritas zur Bestimmung des Kanons biblischer Schriften. Zum Alten Testament konnten demnach nur Bücher gehören, die in hebräischer Sprache überliefert worden waren. So entstand etwas Neuartiges: ein hebräisches Altes Testament kombiniert mit einem griechischen Neuen Testament, dargeboten in einer dritten Sprache – im Fall der Lutherbibel als „Biblia Deudsch.“ 
Martin Luther verband seine Hochschätzung des biblischen Hebräisch mit einem ausgeprägten Antijudaismus. Luther war durchgängig bestrebt, in seine Übersetzung des Alten Testaments einen christologischen, geistlichen Sinn einzubringen. Ein Beispiel ist hebräisch קרא qara’, ein sehr häufiges Verb, das Luther bevorzugt mit „predigen“ übersetzte, z. B. Gen 4,26 . Dass qara’ auch „rufen, nennen, lesen“ heißen konnte, war ihm bewusst. „Aber wie es hie stehet mit dem Wörtlein ‚in‘ heißt es gemeiniglich predigen. Und ob das gleich die Rabbinen oder zänkischen Hebraisten nicht annehmen, daran liegt mir nicht viel. […] Denn die Worte reimen sich doch nirgend so fein und gewiß als zum Neuen Testament. Und auf solche Weise wollt ich gerne die ganze hebräische Bibel den Juden wegnehmen von ihren schändlichen, lästerlichen Glossen.“

## Systematische Theologie
Im Protestantismus wird der Begriff Hebraica Veritas auch innerhalb der systematischen Theologie verwendet, als Bezeichnung für die alttestamentliche Grundlegung christlicher Lehre. Heinzpeter Hempelmann formuliert diesen Gedanken so: „Die «veritas hebraica» besteht in der Weise, wie die hebräische Sprache (und in ihrer Tradition: das aus dem Alten Testament lebende Griechisch des Neuen Testamentes) von «Wirklichkeit» redet, … welche Aussagemöglichkeiten sie bereitstellt … Diese Sprachgestalt der veritas hebraica wäre dann – dem Anspruch nach – als Resultat der Geschichte des Handelns Gottes an seinem Volk … zu begreifen.“